# (3536) Schleicher
(3536) Schleicher es un asteroide perteneciente al cinturón de asteroides, descubierto el 2 de marzo de 1981 por Schelte John Bus desde el Observatorio de Siding Spring, Nueva Gales del Sur, Australia.

## Designación y nombre
Designado provisionalmente como 1981 EV20. Fue nombrado Schleicher en honor al astrónomo estadounidense David Glenn Schleicher.